# William Patrick Whelan
William Patrick Whelan (Wakkerstroom, 29 aprile 1907 – Bloemfontein, 10 gennaio 1966) è stato un arcivescovo cattolico sudafricano.

## Biografia
Abbracciò la vita religiosa tra i missionari oblati di Maria Immacolata; compì gli studi teologici e filosofici nello scolasticato irlandese di Belmont e fu ordinato prete il 21 giugno 1931.
Rientrato in patria, fu assistente alla pro-cattedrale di Johannesburg, cappellano universitario degli studenti cattolici del Witwatersrand e direttore della rivista Catholic Times.
L'11 marzo 1948 fu eletto vescovo titolare di Legia e vicario apostolico di Johannesburg; fu consacrato il 27 maggio successivo.
Con l'istituzione della gerarchia cattolica in Sudafrica, l'11 gennaio 1951 fu trasferito alla sede residenziale di Johannesburg e il 18 luglio 1954 fu promosso alla sede metropolitana di Bloemfontein.
Prese parte alle prime tre sessioni del Concilio Vaticano II.
Fondò l'istituto delle Compagne di Sant'Angela.

## Genealogia episcopale
La genealogia episcopale è:
- Cardinale Scipione Rebiba
- Cardinale Giulio Antonio Santori
- Cardinale Girolamo Bernerio, O.P.
- Arcivescovo Galeazzo Sanvitale
- Cardinale Ludovico Ludovisi
- Cardinale Luigi Caetani
- Cardinale Ulderico Carpegna
- Cardinale Paluzzo Paluzzi Altieri degli Albertoni
- Papa Benedetto XIII
- Papa Benedetto XIV
- Papa Clemente XIII
- Cardinale Marcantonio Colonna
- Cardinale Giacinto Sigismondo Gerdil, B.
- Cardinale Paolo Giuseppe Solaro
- Arcivescovo François-Marie Bigex
- Cardinale Alexis Billiet
- Vescovo François Gros
- Arcivescovo Charles-François Turinaz
- Vescovo Henri Delalle, O.M.I.
- Vescovo David O'Leary, O.M.I.
- Arcivescovo William Patrick Whelan, O.M.I.